# Mayotte i dependències
La colònia francesa de Mayotte i dependències fou territori colonial francès creat el 6 de gener de 1886 i va existir fins al 12 de gener de 1896 quan fou agregada com a districte a l'illa de la Reunió; la colònia fou restaurada el 9 de setembre de 1899 i va existir jurídicament fins al 25 de juliol de 1912 quan les illes Comores van ser incorporades com a districte a la colònia de Madagascar i dependències.

## Història
La colònia estava integrada per l'illa de Mayotte, les illes Glorioses i altres illots menors, i tres teòrics protectorats sota autoritat del governador de la colònia per mitjà de residents locals: el sultanat d'Anjuan, el sultanat de Moheli i el sultanat de la Gran Comora. Els 1892 els kabars o governs locals foren suprimits (però no abolits). El 1896 el governador de Mayotte i dependències fou rebaixat a la condició d'administrador, dependent altre cop del governador de l'illa de la Reunió, però la dificultat de comunicació va aconsellar restaurar el govern separat de la colònia el 1899.
Els sultans foren deposats progressivament i el càrrec no fou cobert; el 1904 els sultanats foren abolits; el 1907 es va crear la Societat Colonial de Bambao i el 1908 es va decidir la integració de la colònia a Madagascar que no es va portar a terme efectivament per, entre altres causes, el litigi plantejat pel sultà deposat de la Gran Comora, que va acabar guanyant el plet a França i no va renunciar als seus drets fins al 1911. Llavors el 1912 es va ratificar la integració a Madagascar el 25 de juliol de 1912, si bé no fou efectiva fins al 23 de febrer de 1914. Com que Tananarive era llunyana i els pressupostos reduïts, les Comores van quedar marginades i van acumular retards en el seu desenvolupament.

## Governants

### Governadors
- 1887 - 1888 Paul Louis Maxime Celoron de Blainville
- 1888 - 1893 Pierre Louis Clovis Papinaud
- 1893 - 1896 Étienne Théodore Lacascade

### Administradors-superiors (subordinats al governador de l'illa de la Reunió)
- 1896 - 1897 Auguste Pereton (interí)
- 1897 - 1899 Louis Alexandre Antoine Mizon

### Governadors
- 1899 - 1900 Pierre Louis Clovis Papinaud (segona vegada)
- 1900 - 1902 Pierre Hubert Auguste Pascal

1902 Louis Célestin Jean Baptiste Lemaire
- 1902 - 1904 Alfred Albert Martineau
- 1904 - 1905 Jules Martin (interí)
- 1905 - 1906 Jean Auguste Gaston Joliet
- 1906 - 1907 Fernand Foureau
- 1907 - 1908 Paul Désiré Patté (interí)

### Administradors (subordinats als governadors-generals de Madagascar)
- 1908 - 1909 Charles Henri Vergnes
- 1909 - 1910 Ernest Michel Bonneval
- 1910 - 1911 Michel Joseph Paul Astor
- 1911 Frédéric Estèbe
- 1911 - 1913 Gabriel Samuel Garnier-Mouton
- 1913 - 1914 Honoré Cartron